# Koellikerina heteronemalis
Koellikerina heteronemalis is een hydroïdpoliep uit de familie Bougainvilliidae. De poliep komt uit het geslacht Koellikerina. Koellikerina heteronemalis werd in 1991 voor het eerst wetenschappelijk beschreven door Xu, Huang & Chen. 